# Karel Šimůnek
Karel Šimůnek (31. srpna 1869 Beroun – 19. července 1942 Praha) byl český akademický malíř, grafik, ilustrátor a scénograf.

## Život
Narodil se v Berouně jako prvorozený syn do rodiny drážního inženýra Karla Šimůnka a jeho první manželky Antonie, rozené Jiroutkové z Chocně.. Roku 1875 se rodina s otcovým novým zaměstnáním přestěhovala do Prahy, později na Smíchov.. Karel vystudoval reálku a dále studoval malířství na pražské akademii u profesorů Maxe Pirnera a Václava Brožíka. V roce 1898 studium absolvoval a dál se vzdělával v soukromé škole Ferdinanda Engelmüllera. 
V letech 1890–1908 navrhoval externě pro pražské Národní Divadlo kostýmy a divadelní plakáty. Vytvořil kostýmy k operám Carmen, Rusalka, Lohengrin, Don Giovanni a činohře Macbeth. 
Mezitím se 7. listopadu roku 1901 oženil s Jindřiškou Laubeovou a v únoru 1902 se manželé přestěhovali na Malou Stranu do domu čp.571/III v Petřínské ulici.. V letech 1908–1910 byl šéfem jevištní výpravy v Divadle na Vinohradech, kde vytvořil desítku scénických výprav. Pět let působil jako kurátor Topičova salonu.
Karel Šimůnek se věnoval malbě a ilustraci. Vynikal jako tvůrce plakátů, navrhl jich asi 130, jak doma tak i v Německu, kde byl dokonce dvakrát oceněn. Věnoval se rovněž drobné grafice např. exlibris a žánrovým motivům příležitostných pohlednic, které byly tištěny barevnou chromolitografií. 
Byl členem Syndikátu výtvarných umělců československých a SVU Mánes a absolvoval řadu výstav v Praze, Brně a Plzni. Vystavoval rovněž v zahraničí, například v Regensburgu, Eisenstadtu a dalších městech.

## Dílo

### Portréty
- Růžena Koldovská operní pěvkyně
- Hana Kvapilová
- Bohdan Kaminský
- Artuš Scheiner
- Ferdinand Engelmüller
- Eduard Vojan

a další

## Galerie

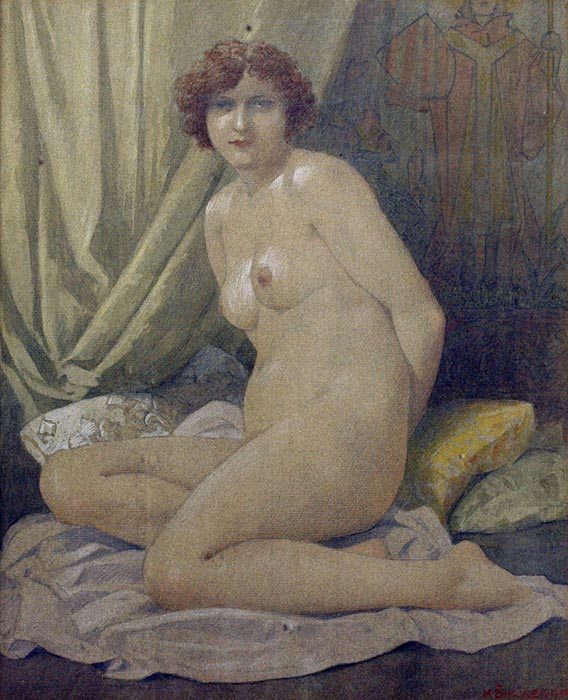
Ženský akt (1934)
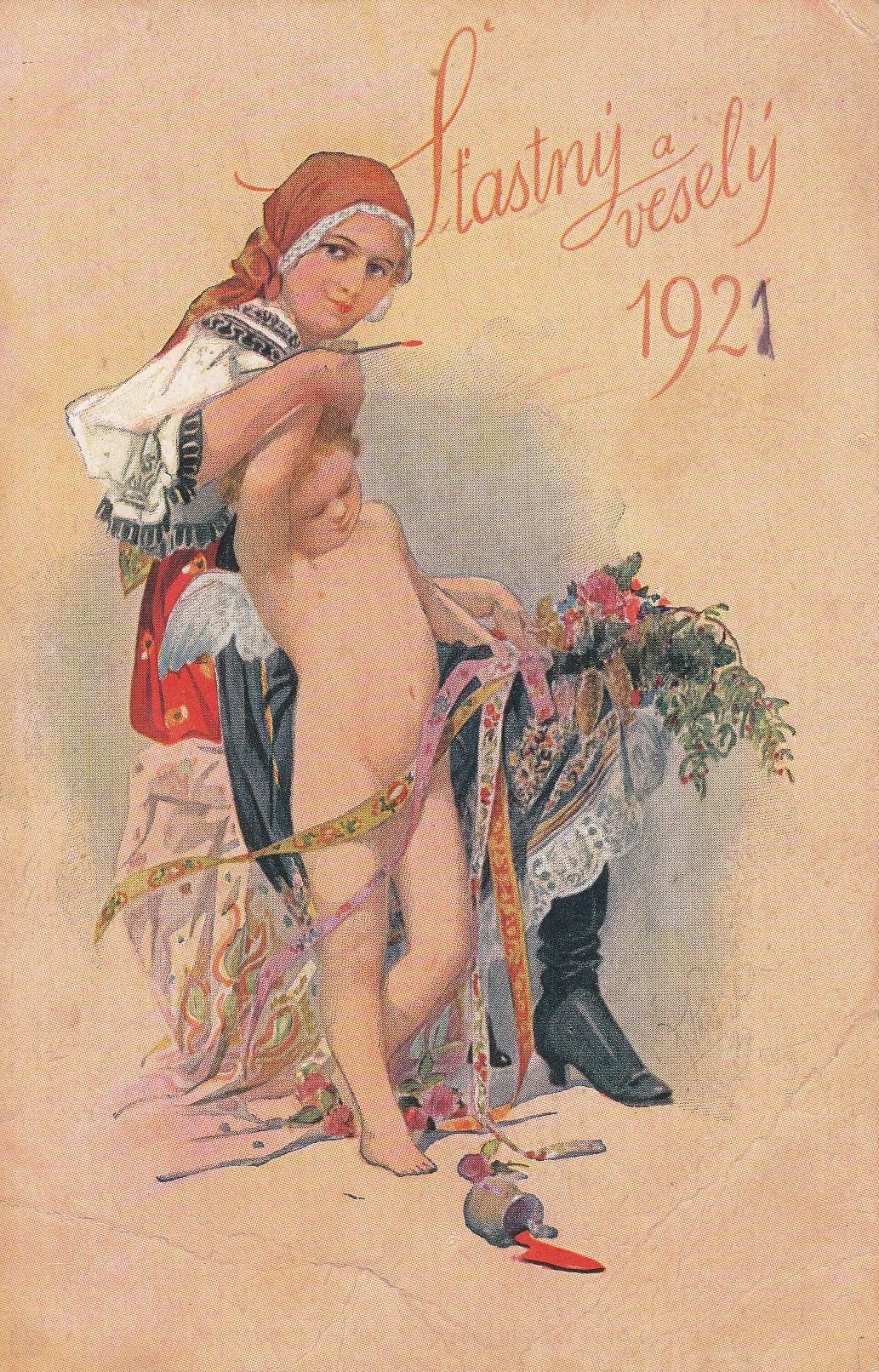
Šťastné a veselé (1921)
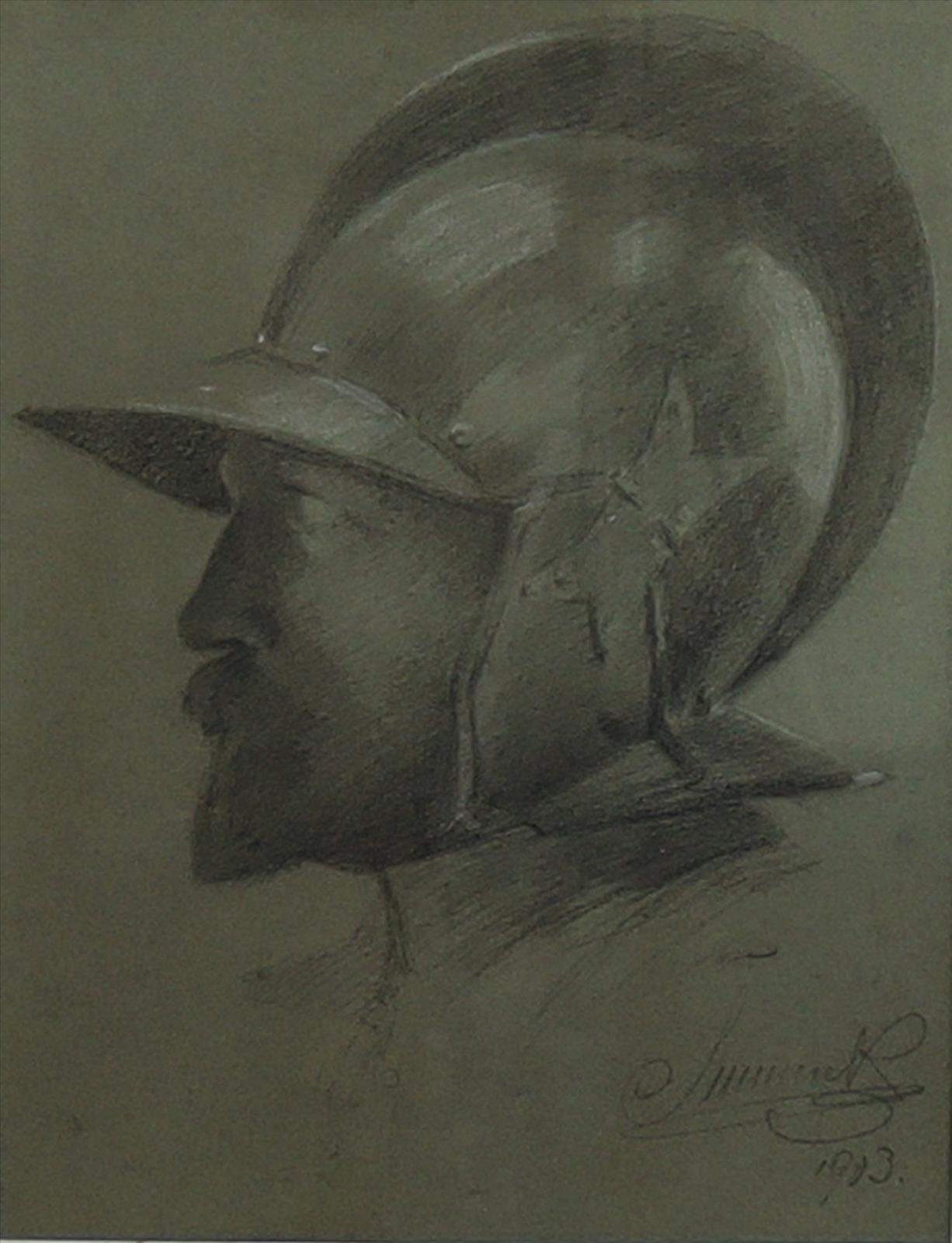
Jezdec v přilbě
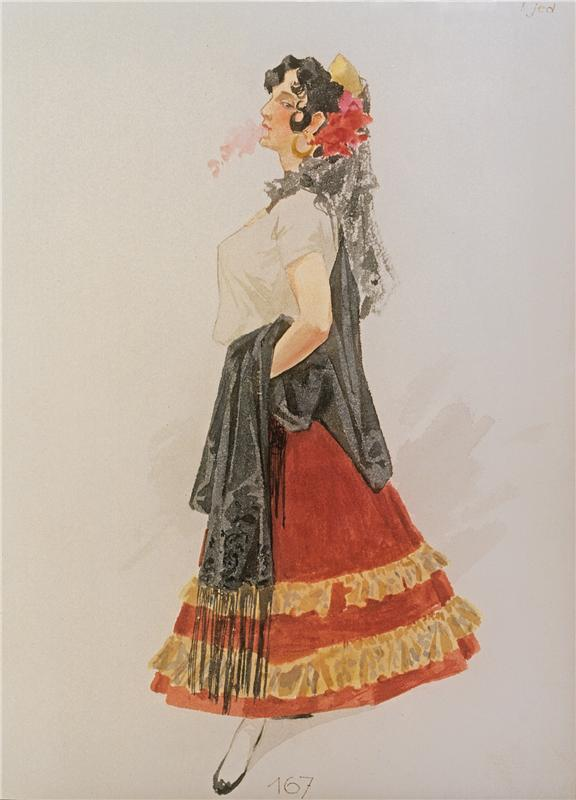
návrh kostýmu Carmen (1900)
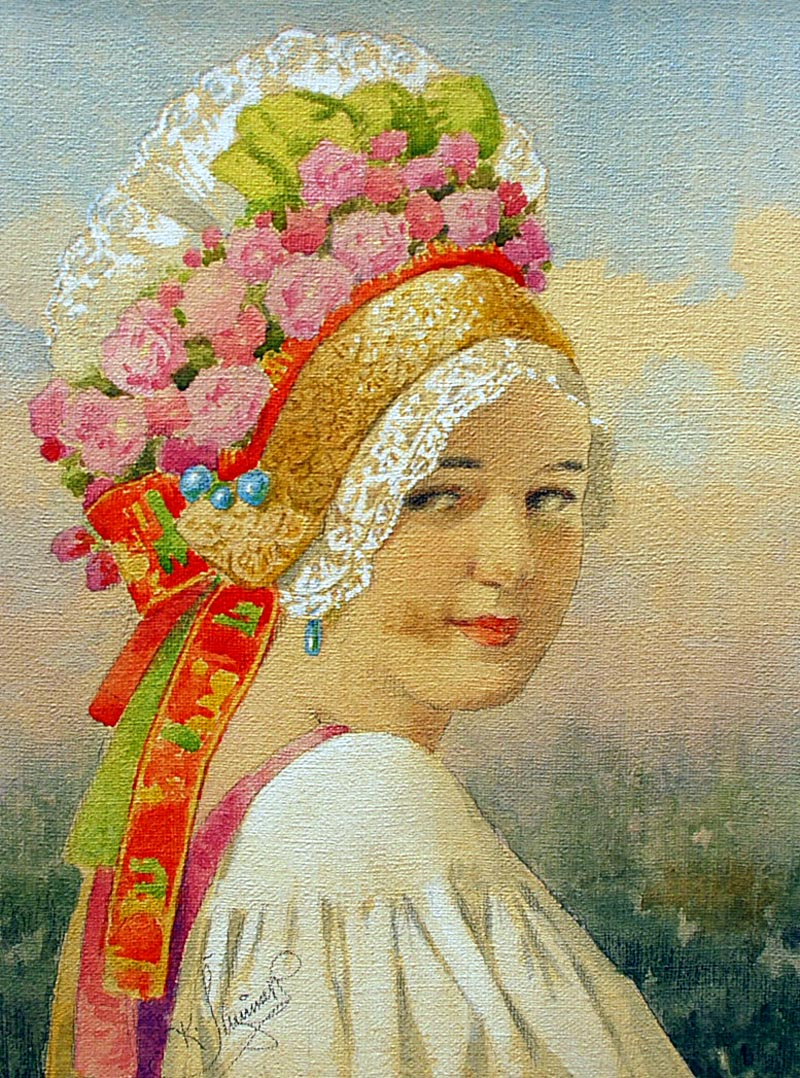
Dívka v kroji
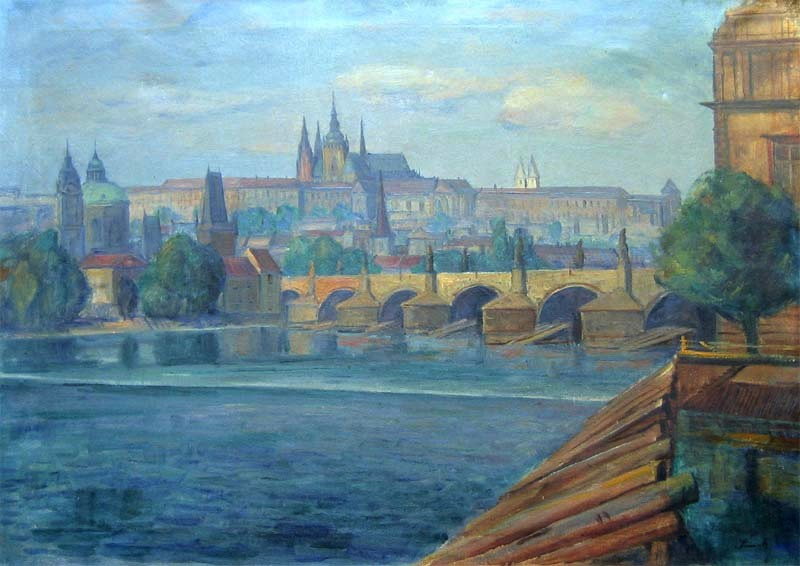
Hradčany